# Labeo capensis
Labeo capensis és una espècie de peix cipriniforme de la família dels ciprínids.

## Morfologia
Els mascles poden assolir els 50 cm de longitud total i un pes de 3.830 g.

## Distribució geogràfica
Es troba a l'Àfrica austral.